# Guatteria paraensis
Guatteria paraensis é uma espécie de magnólia. Foi descrito pela primeira vez por Robert Elias Fries . Guatteria paraensis pertence ao gênero Guatteria da família Annonaceae .   Até agora ninguém foi listado nele.